# 布爾電腦
布爾電腦（法語：Compagnie des Machines Bull、英語：、，簡稱 ），法國電腦硬體製造公司，1931年由挪威人Fredrik Rosing Bull在法國創立，1933年重組後更名為。2014年被Atos收購。

## 外部連結
- 布爾電腦官方網站 （页面存档备份，存于）
- 布爾電腦歷史